# Teenage Mutant Ninja Turtles (jogo de arcade)
Teenage Mutant Ninja Turtles é um jogo de arcade beat'em up lançado pela empresa de software japonesa Konami em 1989, baseado na série animada As Tartarugas Ninja. Mais tarde recebeu várias versões para videogame e computador, com a versão do NES tendo o nome Teenage Mutant Ninja Turtles II: The Arcade Game.
O jogo foi incluído como bônus destravável em Teenage Mutant Ninja Turtles 2: Battle Nexus, de 2004. Em 2022, a Konami incluiu o jogo como parte da coletânea Teenage Mutant Ninja Turtles: The Cowabunga Collection.

## Jogabilidade
O jogador escolhe uma das quatro Tartarugas Ninja, Leonardo, Michelangelo, Donatello, e Raphael, que querem resgatar sua amiga April O'Neil e seu mentor Splinter do Shredder. Donatello tem o maior alcance mas ataques mais lentos, Michelangelo e Raphael são mais rápidos mas tem alcance menor, e Leonardo é equilibrado em alcance e velocidade.